# San Antonio la Isla
San Antonio la Isla è un comune del Messico, situato nello stato di Messico.